# خودکشی در قزاقستان
خودکشی در قزاقستان شایع‌ترین سبب مرگ غیرطبیعی و یک معضل ریشه‌دار اجتماعی است. طبق گزارش سال ۲۰۱۱ سازمان بهداشت جهانی، ۳٫۲۳٪ تمامی خودکشی‌های دنیا متعلق به کشور قزاقستان است. خودکشی نوجوانان و جوانان یک مشکل اساسی در این کشور است.

## آمار
آمار خودکشی دختران ۱۵ تا ۱۹ ساله این کشور بالاترین نرخ خودکشی در این سن و جنسیت در سراسر جهان است. نرخ خودکشی پسران در همین رده سنی نیز بسیار بالاست. در واقع پس از روسیه، قزاقستان در رتبه دوم قرار دارد. طبق گزارش یونیسف در سال ۲۰۰۹، از ۱۹۹۹ تا ۲۰۰۸ نرخ خودکشی جوانان این کشور ۲۳٪ افزایش داشته‌است.
طبق گفته ریزا شِر، رئیس کمیته محافظت از کودکان وزارت آموزش و پروش قزاقستان، کاراهای گوناگونی در بالا بودن نرخ خودکشی جوانا در این کشور دخیل هستند که از آن میان می‌توان به این موارد اشاره کرد:
- قلدری در مدرسه
- نبود یا از دست دادن ارزش‌ها
- پایین آمدن سطح استاندار رفتار اجتماعی
- پخش تصاویر خشونت‌آمیز از تلویزیون برای کودکان

| نرخ خودکشی در قزاقستان بر پایه سن و جنسیت در سال ۲۰۰۸ | نرخ خودکشی در قزاقستان بر پایه سن و جنسیت در سال ۲۰۰۸ | نرخ خودکشی در قزاقستان بر پایه سن و جنسیت در سال ۲۰۰۸ | نرخ خودکشی در قزاقستان بر پایه سن و جنسیت در سال ۲۰۰۸ | نرخ خودکشی در قزاقستان بر پایه سن و جنسیت در سال ۲۰۰۸ | نرخ خودکشی در قزاقستان بر پایه سن و جنسیت در سال ۲۰۰۸ | نرخ خودکشی در قزاقستان بر پایه سن و جنسیت در سال ۲۰۰۸ | نرخ خودکشی در قزاقستان بر پایه سن و جنسیت در سال ۲۰۰۸ | نرخ خودکشی در قزاقستان بر پایه سن و جنسیت در سال ۲۰۰۸ | نرخ خودکشی در قزاقستان بر پایه سن و جنسیت در سال ۲۰۰۸ |
| ----------------------------------------------------- | ----------------------------------------------------- | ----------------------------------------------------- | ----------------------------------------------------- | ----------------------------------------------------- | ----------------------------------------------------- | ----------------------------------------------------- | ----------------------------------------------------- | ----------------------------------------------------- | ----------------------------------------------------- |
| سن                                                    | ۵–۱۴                                                  | ۱۵–۲۴                                                 | ۲۵–۳۴                                                 | ۳۵–۴۴                                                 | ۴۵–۵۴                                                 | ۵۵–۶۴                                                 | ۶۵–۷۴                                                 | ۷۵+                                                   | جمع کل                                                |
| مردان                                                 | ۶۶                                                    | ۶۵۷                                                   | ۸۶۰                                                   | ۶۵۶                                                   | ۵۲۲                                                   | ۲۴۰                                                   | ۱۴۳                                                   | ۸۶                                                    | ۳۲۴۱                                                  |
| زنان                                                  | ۱۹                                                    | ۲۳۹                                                   | ۱۵۲                                                   | ۱۲۰                                                   | ۹۷                                                    | ۵۲                                                    | ۴۱                                                    | ۴۷                                                    | ۷۶۸                                                   |
| جمع کل                                                | ۸۵                                                    | ۸۹۶                                                   | ۱۰۱۲                                                  | ۷۷۶                                                   | ۶۱۹                                                   | ۲۹۲                                                   | ۱۸۴                                                   | ۱۳۳                                                   | ۴۰۰۹                                                  |
| منبع: سازمان بهداشت جهانی                             |                                                       |                                                       |                                                       |                                                       |                                                       |                                                       |                                                       |                                                       |                                                       |